# International Policy Statement
Das International Policy Statement (IPS) ist eine im April 2005 von der Regierung Kanadas veröffentlichte Erklärung. Es ist das erste umfassende Rahmenwerk zur internationalen Politik Kanadas, das die Bereiche Außen-, Entwicklungs-, Handels- und Verteidigungspolitik als ein aufeinander abzustimmendes Ganzes betrachtet.

## Inhalt
Im IPS wird dargelegt, welche Rolle Kanada künftig im internationalen Geschehen einnehmen soll. Es wird unterstrichen, wie wichtig es ist, die nordamerikanische Partnerschaft wieder zu beleben und eine Reihe von Neuerungen auf internationaler Ebene einzuführen. Die Förderung eines neuen Multilateralismus stellt den Grundpfeiler der kanadischen Außenpolitik dar.
Die Erklärung nähert sich in vielen Punkten stark zahlreichen Positionen der europäischen Sicherheitsstrategie an. Als wichtigste Herausforderungen benennt sie den Kampf gegen Terrorismus und organisierte Kriminalität, die Stabilisierung von „gescheiterten“ und „scheiternden“ Staaten (→ schwache Staaten), das Verfolgen einer Nichtverbreitungspolitik und die Sicherung von Gerechtigkeit und Nachhaltigkeit in der Weltgemeinschaft. 
Die Beziehungen mit Europa werden für Kanadas Wohlstand und für den Erfolg bei der Durchsetzung seiner internationalen Interessen als Schlüsselfaktor gesehen. Dabei wird den Beziehungen mit den wichtigsten europäischen Partnern (Deutschland, Frankreich, Italien und Großbritannien) in der kanadischen Außenpolitik eine besondere Bedeutung zugeschrieben und die Europäische Union wird als strategischer Partner Kanadas betrachtet. 
Das IPS erkennt an, dass zahlreiche globale Fragen in Zusammenarbeit mit der Europäischen Union und ihren Mitgliedsstaaten gelöst werden müssen. Sie verweist auf die bereits bestehende Zusammenarbeit sowohl bei der Suche nach effizienten multilateralen Lösungen, bei der Wahrung gemeinsamer Sicherheitsinteressen (z. B. in der Ukraine und den Balkanstaaten), beim Angehen globaler Umweltschutzfragen (Überfischung und weltweiter Klimawandel) als auch bei der Terrorismusabwehr und beim gemeinsamen Handeln gegen die Verbreitung von Massenvernichtungswaffen.
Die Erklärung begrüßt die Entwicklung einer Europäischen Sicherheits- und Verteidigungspolitik, die es Kanada ermöglicht, bei der Abwendung gemeinsamer Bedrohungen und bei Einsätzen zur Friedenserhaltung und -schaffung mitzuwirken. 
Die wachsende Bedeutung der Europäischen Union in der Welt – als wirtschaftliche Großmacht, verbunden mit den Vereinigten Staaten als der größten Wirtschaftsmacht der Welt – wird im IPS eindeutig dargelegt und anerkannt. Handel und Investitionen in und aus Europa werden in Bezug auf ihre Wichtigkeit für die kanadische Wirtschaft und Technologiebasis den zweiten Rang hinter den Vereinigten Staaten einnehmen. Aus diesem Grund wird die Verhandlung eines neuen Förderabkommens für Handel und Investitionen zwischen Kanada und der Europäischen Union für das kanadische Aktionsprogramm in diesem Bereich als prioritär angesehen, da so das volle Potenzial der kanadischen Wirtschaftsbeziehungen mit Europa realisiert werden kann.